# Linshiels
Linshiels är en ort i civil parish Alwinton, i grevskapet Northumberland i England. Orten är belägen 15 km från Rothbury. Linsheeles var en civil parish 1866–1955 när det uppgick i Alwinton. Civil parish hade 15 invånare år 1951.